# Campionati svedesi di sci alpino 1999
I Campionati svedesi di sci alpino 1999 si svolsero a Boden e a Gällivare dal 27 al 28 marzo. Il programma incluse gare di discesa libera, supergigante, slalom gigante, slalom speciale e combinata, sia maschili sia femminili.
Trattandosi di competizioni valide anche ai fini del punteggio FIS, vi parteciparono anche sciatori di altre federazioni, senza che questo consentisse loro di concorrere al titolo nazionale svedese.

## Risultati

### Uomini

#### Discesa libera
| Pos. | Atleta        | Nazione |
| ---- | ------------- | ------- |
| 1    | Patrik Järbyn | Svezia  |
| 2    | ?             | ?       |
| 3    | ?             | ?       |

#### Supergigante
| Pos. | Atleta        | Nazione |
| ---- | ------------- | ------- |
| 1    | Patrik Järbyn | Svezia  |
| 2    | ?             | ?       |
| 3    | ?             | ?       |

#### Slalom gigante
| Pos. | Atleta             | Nazione  | Tempo   |
| ---- | ------------------ | -------- | ------- |
| 1    | Fredrik Nyberg     | Svezia   | 2:08,06 |
| 2    | Markus Larsson     | Svezia   | 2:10,26 |
| 3    | Lasse Paulsen      | Norvegia | 2:10,68 |
| 4    | Charlie Bergendahl | Svezia   | 2:10,89 |
| 5    | Lars Lewén         | Svezia   | 2:11,16 |
| 6    | Gustav Lindner     | Svezia   | 2:11,38 |
| 7    | Audun Grønvold     | Norvegia | 2:11,39 |
| 8    | Bo Hammarberg      | Svezia   | 2:11,41 |
| 9    | Michael Öh         | Svezia   | 2:11,55 |
| 10   | Johan Sauer        | Svezia   | 2:11,99 |

Data: 27 marzo

Località: Gällivare

#### Slalom speciale
| Pos. | Atleta              | Nazione | Tempo   |
| ---- | ------------------- | ------- | ------- |
| 1    | Johan Brolenius     | Svezia  | 1:52,71 |
| 2    | Markus Larsson      | Svezia  | 1:52,87 |
| 3    | Gustav Lindner      | Svezia  | 1:54,02 |
| 4    | Charlie Bergendahl  | Svezia  | 1:54,30 |
| 5    | Andreas Ericsson    | Svezia  | 1:54,76 |
| 6    | Tobias Hellman      | Svezia  | 1:54,83 |
| 7    | Emanuel Isaxon      | Svezia  | 1:55,01 |
| 8    | Per Klintberg       | Svezia  | 1:55,08 |
| 9    | Alexander Feinestam | Svezia  | 1:55,21 |
| 10   | Emil Englund        | Svezia  | 1:55,42 |

Data: 28 marzo

Località: Boden

#### Combinata
| Pos. | Atleta             | Nazione |
| ---- | ------------------ | ------- |
| 1    | Charlie Bergendahl | Svezia  |
| 2    | ?                  | ?       |
| 3    | ?                  | ?       |

### Donne

#### Discesa libera
| Pos. | Atleta         | Nazione |
| ---- | -------------- | ------- |
| 1    | Janette Hargin | Svezia  |
| 2    | ?              | ?       |
| 3    | ?              | ?       |

#### Supergigante
| Pos. | Atleta         | Nazione |
| ---- | -------------- | ------- |
| 1    | Janette Hargin | Svezia  |
| 2    | ?              | ?       |
| 3    | ?              | ?       |

#### Slalom gigante
| Pos. | Atleta             | Nazione  | Tempo   |
| ---- | ------------------ | -------- | ------- |
| 1    | Anna Ottosson      | Svezia   | 2:02,49 |
| 2    | Sandra Hälldahl    | Svezia   | 2:03,54 |
| 3    | Ylva Nowén         | Svezia   | 2:04,17 |
| 4    | Anja Pärson        | Svezia   | 2:05,12 |
| 5    | Karin Huttary      | Svezia   | 2:05,37 |
| 6    | Kristine Heggelund | Norvegia | 2:05,60 |
| 7    | Susanne Ekman      | Svezia   | 2:05,74 |
| 8    | Martina Fortkord   | Svezia   | 2:05,75 |
| 9    | Christine Hargin   | Svezia   | 2:00,01 |
| 10   | Kristina Hultdin   | Svezia   | 2:07,23 |

Data: 27 marzo

Località: Gällivare

#### Slalom speciale
| Pos. | Atleta              | Nazione | Tempo   |
| ---- | ------------------- | ------- | ------- |
| 1    | Anna Ottosson       | Svezia  | 1:42,72 |
| 2    | Janette Hargin      | Svezia  | 1:43,75 |
| 3    | Karin Huttary       | Svezia  | 1:44,26 |
| 4    | Malin Hultdin       | Svezia  | 1:44,72 |
| 5    | Lina Johansson      | Svezia  | 1:44,46 |
| 6    | Catarina Albertsson | Svezia  | 1:46,68 |
| 7    | Martina Fortkord    | Svezia  | 1:46,96 |
| 8    | Nina Bylund         | Svezia  | 1:47,04 |
| 9    | Kristina Hultdin    | Svezia  | 1:47,98 |
| 10   | Sophia Bäck         | Svezia  | 1:44,63 |

Data: 28 marzo

Località: Boden

#### Combinata
| Pos. | Atleta         | Nazione |
| ---- | -------------- | ------- |
| 1    | Janette Hargin | Svezia  |
| 2    | ?              | ?       |
| 3    | ?              | ?       |